# Oyu Tolgoi
Oyu Tolgoi är en guld- och koppargruva i Mongoliet, som bryter malm i dagbrott och underjordsgruvor. Gruvan ägs till två tredjedelar av Rio Tintos dotterbolag Turquoise Hill Resources, och till en tredjedel av Mongoliets regering. Efter en utbyggnad inledd 2016, som beräknades fördubbla gruvans produktion till år 2027, uppskattas den bli världens tredje största koppargruva, med inkomster som kommer utgöra omkring 30 procent av landets bruttonationalprodukt. Inför utbyggnaden hölls en folkomröstning om projektet via sms, där 56,1 procent stödde expansionen, medan 43,9 procent föredrog att istället satsa på att stärka den "ekonomiska disciplinen."